# Taekwondo vid olympiska sommarspelen 2020

Makuhari Messe

Taekwondo vid olympiska sommarspelen 2020 arrangerades mellan 24 och 27 juli 2021 i Makuhari Messe i Tokyo i Japan. Totalt åtta tävlingar fanns på programmet som var oförändrat sedan OS 2000.
Tävlingarna skulle ursprungligen ha hållits mellan 25 och 28 juli 2020 men de blev uppskjutna på grund av Covid-19-pandemin.

## Medaljsammanfattning
| Damer                           | Guld                            | Silver                         | Brons                         |
| Flugvikt (-49 kg) Detaljer...   | Panipak Wongpattanakit Thailand | Adriana Cerezo Spanien         | Abishag Semberg Israel        |
| Flugvikt (-49 kg) Detaljer...   | Panipak Wongpattanakit Thailand | Adriana Cerezo Spanien         | Tijana Bogdanović Serbien     |
| Fjädervikt (-57 kg) Detaljer... | Anastasija Zolotic USA          | Tatjana Minina ROC             | Lo Chia-ling Kinesiska Taipei |
| Fjädervikt (-57 kg) Detaljer... | Anastasija Zolotic USA          | Tatjana Minina ROC             | Hatice Kübra İlgün Turkiet    |
| Mellanvikt (-67 kg) Detaljer... | Matea Jelić Kroatien            | Lauren Williams Storbritannien | Ruth Gbagbi Elfenbenskusten   |
| Mellanvikt (-67 kg) Detaljer... | Matea Jelić Kroatien            | Lauren Williams Storbritannien | Hedaya Malak Egypten          |
| Tungvikt (+67 kg) Detaljer...   | Milica Mandić Serbien           | Lee Da-bin Sydkorea            | Althea Laurin Frankrike       |
| Tungvikt (+67 kg) Detaljer...   | Milica Mandić Serbien           | Lee Da-bin Sydkorea            | Bianca Walkden Storbritannien |

| Herrar                          | Guld                        | Silver                           | Brons                 |
| Flugvikt (-58 kg) Detaljer...   | Vito Dell'Aquila Italien    | Mohamed Khalil Jendoubi Tunisien | Michail Artamonov ROC |
| Flugvikt (-58 kg) Detaljer...   | Vito Dell'Aquila Italien    | Mohamed Khalil Jendoubi Tunisien | Jang Jun Sydkorea     |
| Fjädervikt (-68 kg) Detaljer... | Ulugbek Rashitov Uzbekistan | Bradly Sinden Storbritannien     | Hakan Reçber Turkiet  |
| Fjädervikt (-68 kg) Detaljer... | Ulugbek Rashitov Uzbekistan | Bradly Sinden Storbritannien     | Zhao Shuai Kina       |
| Mellanvikt (-80 kg) Detaljer... | Maksim Chramtsov ROC        | Saleh El-Sharabaty Jordanien     | Toni Kanaet Kroatien  |
| Mellanvikt (-80 kg) Detaljer... | Maksim Chramtsov ROC        | Saleh El-Sharabaty Jordanien     | Seif Eissa Egypten    |
| Tungvikt (+80 kg) Detaljer...   | Vladislav Larin ROC         | Dejan Georgievski Nordmakedonien | In Kyo-don Sydkorea   |
| Tungvikt (+80 kg) Detaljer...   | Vladislav Larin ROC         | Dejan Georgievski Nordmakedonien | Rafael Alba Kuba      |

Denna tabell: visa • redigera

## Medaljtabell
| Pl.    | Nation           | Guld | Silver | Brons | Totalt |
| ------ | ---------------- | ---- | ------ | ----- | ------ |
| 1      | ROC              | 2    | 1      | 1     | 3      |
| 2      | Kroatien         | 1    | 0      | 1     | 2      |
| 2      | Serbien          | 1    | 0      | 1     | 2      |
| 4      | Italien          | 1    | 0      | 0     | 1      |
| 4      | Thailand         | 1    | 0      | 0     | 1      |
| 4      | USA              | 1    | 0      | 0     | 1      |
| 4      | Uzbekistan       | 1    | 0      | 0     | 1      |
| 8      | Storbritannien   | 0    | 2      | 1     | 3      |
| 9      | Sydkorea         | 0    | 1      | 2     | 3      |
| 10     | Jordanien        | 0    | 1      | 0     | 1      |
| 10     | Nordmakedonien   | 0    | 1      | 0     | 1      |
| 10     | Spanien          | 0    | 1      | 0     | 1      |
| 10     | Tunisien         | 0    | 1      | 0     | 1      |
| 14     | Egypten          | 0    | 0      | 2     | 2      |
| 14     | Turkiet          | 0    | 0      | 2     | 2      |
| 16     | Elfenbenskusten  | 0    | 0      | 1     | 1      |
| 16     | Frankrike        | 0    | 0      | 1     | 1      |
| 16     | Israel           | 0    | 0      | 1     | 1      |
| 16     | Kina             | 0    | 0      | 1     | 1      |
| 16     | Kuba             | 0    | 0      | 1     | 1      |
| 16     | Kinesiska Taipei | 0    | 0      | 1     | 1      |
| Totalt | Totalt           | 8    | 8      | 16    | 32     |

### Fotnoter
1. ↑  (22 juli 2021). Taekwondo – Number of Entries by NOC. Arkiverad 27 juli 2021 hämtat från the Wayback Machine. olympics.com. Läst 27 juli 2021.
2. ↑  (16 juni 2021). Taekwondo Competition Schedule. Arkiverad 3 juli 2021 hämtat från the Wayback Machine. tokyo2020.org. Läst 21 juni 2021.
3. ↑  Taekwondo. tokyo2020.org. Läst 10 oktober 2019.
4. ↑  (Program från 31 juli 2019). Olympic Competition Schedule. tokyo2020.org. Läst 7 oktober 2019.
5. ↑  (30 mars 2020). IOC, IPC, Tokyo 2020 Organising Committee and Tokyo Metropolitan Government announce new dates for the Olympic and Paralympic Games Tokyo 2020. IOK. Läst 21 juni 2021.
6. ↑  (24 juli 2021). Taekwondo – Women -49kg – Medallists. olympics.com. Läst 24 juli 2021.
7. ↑  (25 juli 2021). Taekwondo – Women -57kg – Medallists. olympics.com. Läst 25 juli 2021.
8. ↑  (26 juli 2021). Taekwondo – Women -67kg – Medallists. olympics.com. Läst 26 juli 2021.
9. ↑  (27 juli 2021). Taekwondo – Women +67kg – Medallists. olympics.com. Läst 27 juli 2021.
10. ↑  (24 juli 2021). Taekwondo – Men -58kg – Medallists. olympics.com. Läst 24 juli 2021.
11. ↑  (25 juli 2021). Taekwondo – Men -68kg – Medallists. olympics.com. Läst 25 juli 2021.
12. ↑  (26 juli 2021). Taekwondo – Men -80kg – Medallists. olympics.com. Läst 26 juli 2021.
13. ↑  (27 juli 2021). Taekwondo – Men +80kg – Medallists. olympics.com. Läst 27 juli 2021.